# Jean-Baptiste Rué
Pas d'image ? Cliquez ici

a Compétitions nationales et continentales officielles uniquement.

b Matchs officiels uniquement.
Dernière mise à jour le 19 novembre 2021.
Jean-Baptiste Rué, né le 6 juillet 1974 à Boulogne-Billancourt (Hauts-de-Seine), est un joueur de rugby à XV français. Il a évolué en équipe de France et joue au poste de talonneur.
Il occupe le poste de manager général de l'USON (Nevers) de 2009 à 2013. Il se sépare à l'amiable du club le 9 octobre 2013 à la suite de la nomination de Jean Anturville en tant qu'entraîneur en chef.

## Carrière

### En club
- 1987-1995 : Stade saint-gaudinois
- 1995-1999 : FC Auch
- 1999-2006 : SU Agen
- 2006-2007 : RC Toulon
- 2007-2008 : Amatori Catania
- 2008-2009 : USON (Nevers) (Fédérale 2)

Il a disputé le challenge européen entre 1999-2000 et 2005-2006 (25 matchs). Il a joué une finale de TOP 16, en 2002, avec le SU Agen.

### En équipe nationale
Il a honoré sa première cape internationale en équipe de France le 9 novembre 2002 contre l'équipe d'Afrique du Sud, et sa dernière le 20 juin 2003 contre l'équipe d'Argentine. 7 de ses 8 sélections ont été obtenues comme remplaçant.
Concurrent de Yannick Bru pour accompagner Raphaël Ibanez à la Coupe du Monde 2003, c'est le Toulousain qui lui a été préféré.

## Palmarès

### En sélection
- 8 sélections en équipe de France en 2002 et 2003
- Sélections par année : 2 en 2002, 6 en 2003
- Tournoi des Six Nations disputé : 2003

### En club
- Championnat de France de première division :
  - Finaliste (1) : 2002